# Ли, Виктор Викторович
Виктор Викторович Ли (род. 17 сентября 1969) — советский и российский хоккеист, нападающий.

## Биография
Воспитанник «Кристалла» Электросталь. Дебютировал за команду в сезоне 1984/85 первой лиги, проведя один матч. Следующий сезон отыграл в молодёжной команде. В сезонах 1986/87 — 1987/88 сыграл 25 матчей, в сезоне 1988/89 провёл 15 матчей за «Кристалл» и 37 — за ШВСМ-МЦОП во второй лиге. В следующих пяти сезонах был игроком основного состава, в 1994 году вместе с командой вышел в МХЛ. Провёл в лиге в сезоне 1994/95 один матч и 20 — за «Керамик» (Электроугли) в открытом чемпионате России.
Затем уехал в Южную Корею, где был играющим тренером клуба из Сеула. Вернувшись в Россию, отыграл два сезона в РХЛ за «Липецк» (1998/99) и ЦСК ВВС Самара (1999/2000). Выступал за «Нефтяник» Альметьевск (2000/01 — 2003/04) и «Спартак» Москва (2003/04).
Победитель хоккейного турнира зимней Универсиады 1993.